# Emerson Motor Company
Emerson Motor Company war ein US-amerikanischer Hersteller von Automobilen.

## Unternehmensgeschichte
Robert C. Hupp, Gründer von Hupmobile, die Brüder George N. und Theodore A. Campbell, Gründer der Imperial Automobile Company, und Willis George Emerson, ein Finanzier aus New York, gründeten 1916 das Unternehmen. Die Fabrik war in Kingston im US-Bundesstaat New York. 1917 begann die Produktion von Automobilen. Der Markenname lautete Emerson. In den ersten drei Monaten des Jahres 1917 entstanden lediglich 69 Fahrzeuge. Dann wurden täglich fünf Fahrzeuge gefertigt. Hupp stieg im März 1917 aus. Im Juni 1917 begann die Insolvenz. Betrugsvorwürfe gegen vier Mitarbeiter wurden laut. Dies waren Nicholas F. Wilson, der vorher die Elbert Motor Car Company leitete, Osborne E. Chaney, William G. Loomis und Robert P. Matches. Die Produktion konnte während der laufenden Insolvenz auf 18 Fahrzeuge täglich gesteigert werden. Im September 1917 zogen sich die Brüder Campbell zurück und gründeten die Campbell Motor Car Company. Etwa gleichzeitig endete die Produktion.
Erst im Juli 1921 verurteilte ein Gericht drei der Angeklagten.

## Fahrzeuge
Das einzige Modell sollte gegen das Ford Modell T konkurrieren. Ein Vierzylindermotor mit 22 PS Leistung trieb über ein gewöhnliches Getriebe die Hinterachse an. Das Fahrgestell hatte 279 cm Radstand und war damit 25 cm länger als das Konkurrenzmodell. Die einzige Karosserieform war ein offener Tourenwagen mit fünf Sitzen. Der Neupreis betrug 395 US-Dollar. Das Unternehmen warb damit, dass es das billigste Auto der ganzen Welt mit diesem Radstand sei. Zum Vergleich: Das Ford Modell T kostete 360 Dollar, ein vergleichbarer Dodge dagegen 835 Dollar.